# Trident Music
Trident Music es una compañía discográfica independiente fundada en la ciudad de Buenos Aires, Argentina, en el año 2008 por Román Speranza. La compañía cuenta con una variedad de artistas afiliados y se especializa en contratar principalmente músicos underground. Trident Music firmó un acuerdo con la distribuidora digital estadounidense Symphonic Distribution, que le permite distribuir su música, enfocándose principalmente en el house, la electrónica, el dance y el trance.

## Artistas
La siguiente es una lista parcial de los artistas vinculados a la compañía.
- Román Speranza
- Dany Oghia
- Antonio Spaziani
- Martin Stork
- Bart Lectro
- Brian Burger
- Damyard[3]
- Deejay Jeffers
- Dj G@zu Electric Sounds
- Driel Nox
- Elecma
- Fid & Get
- Fosco17[4]
- GMAX
- JonDrum
- Juli Bordex
- Juuric
- Kelly Trance
- Man_Dee
- Martin Stork
- Marina Martinez
- Nutty Producer
- Olbaid
- Perfect Cell
- Phonica
- R.A. Villapando
- Soul Punchers
- Tornes DP
- Víctor Torres